# Свобода, Роберт
Ро́берт Эдвин Свобо́да (англ. Robert Edwin Svoboda, род. 1953) — американский писатель и доктор аюрведы, который постоянно путешествует по миру, давая лекции по аюрведе, джьотишу, тантре и религиям востока. Автор более 11 книг, включая «Пракрити: Ваша аюрведическая конституция» (1989) и трилогию «Агхора» (1986, 1993, 1997) о своем гуру Вималананде и секте Агхори.
Также ведёт частную практику, консультируя клиентов из США, Канады, Европы, Австралии и Индии. Свобода — первый из людей запада, кто окончил колледж аюрведы (в 1980 году) и получил лицензию на аюрведическую практику в Индии.

## Биография

### Детство. Образование
Роберт Эдвин Свобода родился в 1953 году в Техасе, где он некоторое время жил в поселении нефтяников, а после переехал в Оклахому, где обучался в школе.
В 1972 году окончил Оклахомский университет (профилирующая дисциплина — химия, непрофилирующий предмет — французский язык). В 1973 он переехал в Индию, где прожил следующие 10 лет. В этот период он встречает своего гуру Вималананду и поступает в колледж аюрведы Тилак Аюрведа Махавидьялайя в Пуне, который заканчивает в 1980 году получив бакалавра аюрведической медицины и хирургии (BAMS) и  звание Аюрведачарья. Во время обучения он заработал все кроме одной награды за успехи в аюрведе, включая золотую медаль Рам Нараян Шарма.
Во время и после своего формального обучения в колледже он также обучался у своего наставника Вималананды аюрведе, йоге, джьотишу, тантре и смежным предметам. Свобода также работал для Вималананды «авторизованным агентом по скачкам» (чистокровные верховые) в Королевском клубе скачек Западной Индии в Мумбаи и Пуне между 1975 и 1985 годами.

### Профессиональный опыт
С 1985 года Свобода путешествует по миру с лекциями, консультациями, проводит обучение и пишет книги. Он работает Институте Аюрведы в Альбукерке, Мексика и в Университете Бастер, Кенмор, Вашингтон. Свобода является автором статьи об аюрведе в энциклопедии Британника 2000 года издания.

Аюрведа — это не только наука, но также религия и философия. Мы используем слово «религия» для обозначения верований и дисциплин, способствующих таким состояниям бытия, в которых двери восприятия открыты для всех аспектов жизни. В аюрведе все стороны и этапы жизненного пути рассматриваются как священные. Слово «философия» означает любовь к истине, а истина в аюрведе — это Бытие, Чистое Существование. Аюрведа представляет собой науку об Истине, о том, как она проявляется в жизни.

## Избранная библиография
На русском языке
- Агхора. По левую руку Бога. М.: Саттва. ISBN 978-5-85296-014-6, ISBN 9785903851263
- Агхора II. Кундалини. М.: Саттва, 2003. ISBN 5-85296-055-1, ISBN 978-5-85296-055-9
- Аюрведа: жизнь, здоровье, долголетие. М.: Саттва, 2007. ISBN 978-5-85296-026-9
- Агхора III. Закон кармы. М.: Саттва, 2000. ISBN 5-85296-028-4, ISBN 978-5-85296-028-3
- Дао и Дхарма. Санкт-Петербург: Святослав, 2003. ISBN 5-98012-011-4
- Величие Сатурна. М.: Саттва, 2003. ISBN 5-85296-052-7, ISBN 978-5-85296-052-8
- Пракрити: ваша аюрведическая конституция. М.: Саттва 2007. ISBN 978-5-85296-043-6.

На английском языке
- Aghora: At the Left Hand of God, Brotherhood of Life; 1986. ISBN 0-914732-21-8.
- Aghora II: Kundalini, Brotherhood of Life; 1993. ISBN 0-914732-31-5.
- Ayurveda: Life, Health, and Longevity, Penguin; 1993. ISBN 1-883725-09-7.
- Tao and Dharma: Chinese Medicine and Ayurveda, (co-author: Arnie Lade) Lotus Press; 1st ed edition, 1995. ISBN 0-914955-21-7.
- Hidden Secret of Ayurveda, Ayurvedic Press; 1996. ISBN 1-883725-04-6.
- Aghora III: The Law of Karma, Lotus Press; 1997. ISBN 0-914732-37-4.
- The Greatness of Saturn, Lotus Press; 2nd edition, 1997. ISBN 1-57178-032-7.
- Prakriti: Your Ayurvedic Constitution, Lotus Press; 2nd Rev ed. 1998. ISBN 81-208-1185-2.
- Ayurveda for Women: A Guide to Vitality and Health, Healing Arts Press; 2000. ISBN 1-899434-14-3.
- Light on Relationships: The Synastry of Indian Astrology (co-author: Hart de Fouw) Weiser Books; 2000, ISBN 1-57863-148-3.
- Light on Life: An Introduction to the Astrology of India, (co-author: Hart de Fouw) Lotus Press; New Ed edition, 2003. ISBN 0-14-019507-6.

Дискография
- Varanasi: The City of Light (Audio CD). Soundwalk/Namarupa, 2005, ISBN 0-9764061-0-1.